# Jardín botánico de Clovis
El Jardín Botánico de Clovis (en inglés: Clovis Botanical Garden), es un jardín botánico de 1 acres (4 046.9 m²) de extensión.
Se encuentra en el área del Valle de San Joaquín, en Clovis, California.

## Localización
Clovis Botanical Garden 945 North Clovis Avenue Clovis, Fresno County, California CA 93611, United States of America-Estados Unidos de América.
Planos y vistas satelitales.36°49′0″N 119°42′0″O / 36.81667, -119.70000
La entrada es gratuita.

## Historia
En 1993, Gordon Russell, miembro de la comunidad de Clovis, tuvo la idea de crear un jardín. Su inspiración vino de visita a otros jardines botánicos y la comprensión de que no existía tal proyecto en el Valle de San Joaquín. La visión de Gordon Russell y la pasión puesta en la creación y establecimiento del actual Jardín Botánico de Clovis, estaba enfocada en que el jardín fuera un recurso educativo con énfasis en la conservación del agua, que incluye la horticultura apropiada para el clima del Valle Central. 
El "Clovis Botanical Garden" actualmente es un jardín ahorrador de agua de exhibición compuesto por hermosas plantas y paisajes apropiados para los veranos calurosos e inviernos fríos de Valle Central de California. 
El jardín está ubicado en terrenos propiedad de la Ciudad de Clovis, bordeado por un sendero para bicicletas y el "Dry Creek Park". 
El jardín es una organización sin fines de lucro con un Consejo de Administración y es un esfuerzo voluntariado al 100%.
La misión que se ha propuesto el jardín es la de promover la conservación del agua en el paisaje del Valle Central de California, mediante exposiciones y programas que educan e inspiran al público.

## Colecciones
Entre sus colecciones se incluyen:
- Arbustos, como el "Desert Willow" (Chilopsis linearis) arbusto o árbol que es nativo de los desiertos de California a Texas y norte de México, donde crece en bordes de cauces y lechos de torrentes.
- Plantas perennes
- Hierbas ornamentales,
- Árboles
- Plantas trepadoras
- Plantas suculentas
- Plantas tapizantes de suelos
- Céspedes